# Spottlied
Ein Spottlied ist ein Gesangsstück, das dem Zweck dient, eine Person, eine Personengruppe, eine Sache oder ein Ereignis lächerlich zu machen.

## Anlass und Motivation
Anlass und Motivation für ein Spottlied können sehr unterschiedlich sein: Das Spottlied kann aus der Freude am gegenseitigen Necken entstehen wie bei den Kinderspielen. Es kann aber auch als Ventil dienen, um der eigenen Ohnmacht oder Verbitterung gegenüber einem Despoten Luft zu verschaffen. Es kann genutzt werden, um gesellschaftliche oder politische Missstände aufs Korn zu nehmen und sie zur Volksbelustigung einzusetzen wie in kabarettistischen Darbietungen. Es kann sich in einfachen volkstümlichen Weisen darstellen, aber auch zu literarisch oder musikalisch anspruchsvollen Gebilden erwachsen.

## Spottlieder im Kinderspiel
Johann Friedrich Andreas Bollmann (1852–1901), genannt Fritze Bollmann, ein Barbier aus Salbke bei Magdeburg in Brandenburg an der Havel, galt zu seiner Zeit als Stadtoriginal. Verschuldet und häufig betrunken, gab er selbst bekannt, dass er einmal beim Angeln aus dem Kahn gefallen ist. So wurde der hagere, schrullige Mann zur willkommenen Spottfigur für Kindergruppen, die den „Fritze“ regelmäßig mit Spottliedern ärgerten. Aus der Episode entstand das bekannte Lied vom „Fritze Bollmann“, der beim Angeln aus dem Kahn gefallen war. Der Schriftsteller Hermann Fiddickow  nahm die Ereignisse als Stoffvorlage für seine Novelle „Fritze Bollmann. Die Tragikomödie vom Brandenburger Barbier“.
Die Spieldidaktiker S. A. Warwitz und A. Rudolf berichten und kommentieren ein Spott-Ritual, das in den 1950er Jahren, als es noch konfessionsgetrennte Schulen gab, fast regelmäßig bei der Begegnung auf dem Heimweg von der Schule zelebriert wurde:
Die katholische Gruppe begann mit den im Singsang vorgetragenen spöttischen Reimen
„Evangelische Ratten,
in der Pfanne gebraten,
mit Schnittlauch garniert
dem Teufel serviert.“
Hierauf antworteten die evangelischen Schüler nicht minder sarkastisch:
„Katholische Mäuse,
die haben Läuse,
man muss sie vernichten,
zu Müllhaufen schichten.“
Der Austausch der Provokationen diente als Auftakt zu einer Prügelei, bei der Schulranzen, Mützen oder Schuhe als auszulösende Pfänder genommen wurden.

## Spottlieder im Volkslied
Johann Andreas Eisenbarth (1663–1727) war eigentlich ein sehr erfolgreicher und angesehener Handwerkschirurg. Da er sich jedoch – wie viele Landärzte seiner Epoche – von Gauklern begleiten und seine Ankunft in einem Städtchen immer durch Ausrufer ankündigen ließ und weil er auf Jahrmärkten auftrat, zog er sich den Ruf eines Kurpfuschers zu, was wiederum zum Dichten von Trink- und Spottliedern über ihn verführte. Volkstümlichen Charakter angenommen hat vor allem das um das Jahr 1800 von einem Göttinger Studenten mit dem Biernamen Perceo verfasste Trinklied, das mit der Zeile beginnt: „Ich bin der Doctor Eisenbarth.“ Es wurde zu einem Standardlied bei den Festen der Studentenverbindungen und 1815 erstmals in einem Kommersbuch abgedruckt. Am Eisenbarthbrunnen, der Stelle seines langjährigen Wohnhauses in Magdeburg, ist ein Auszug des bekannten Liedes angebracht:
„Ich bin der Doktor Eisenbarth,
widewidewitt, bum bum
Kurir die Leut nach meiner Art,
widewidewitt, bum bum
Kann machen, daß die Blinden gehn,
Und daß die Lahmen wieder sehn.
Gloria, Viktoria, widewidewitt juchheirassa!
Gloria, Viktoria, widewidewitt, bum bum.
Es hatt einmal ein alter Mann
widewidewitt, bum bum
Im Rachen einen hohlen Zahn,
widewidewitt, bum bum
Ich schoß ihn raus mit der Pistol,
Ach Gott, wie ist dem Mann so wohl.
Gloria, Viktoria…
Drauf rief mich stracks der große Zar,
widewidewitt, bum bum
Er litt schon lang am grauen Star,
widewidewitt, bum bum
Ich stach ihm beede Augen aus,
Jetzt ist der Star wohl auch heraus.
Gloria, Viktoria…“

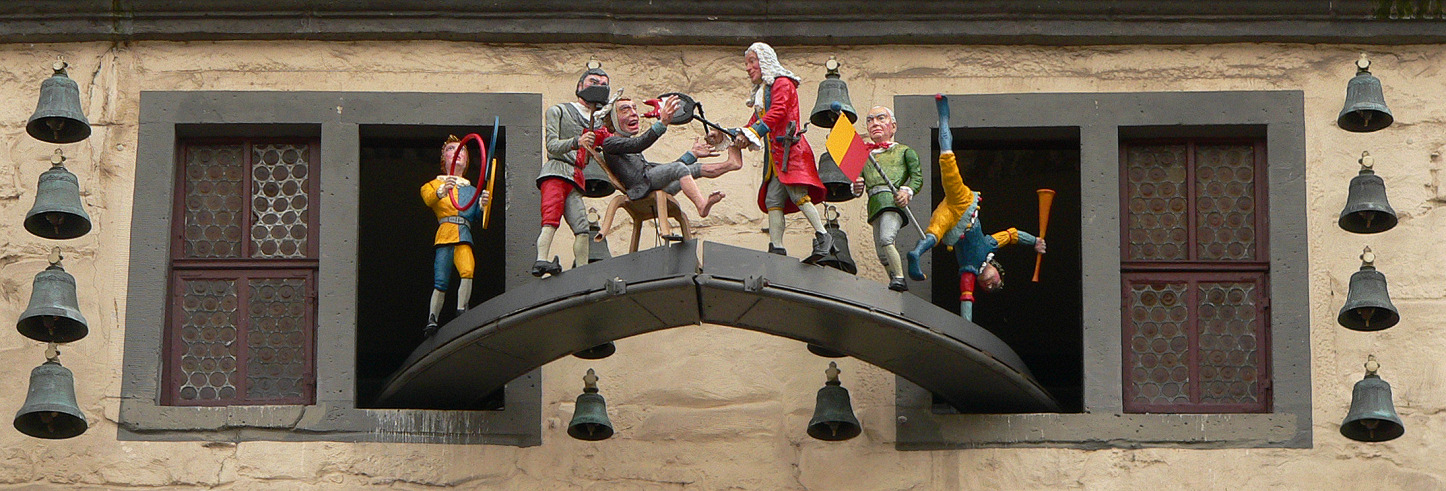
Glockenspiel in Hann. Münden mit Doktor Eisenbarth und Gauklern beim Zahnziehen

Beim Glockenspiel von Hann. Münden tritt Doktor Eisenbarth heute noch jede Stunde mit seinen Gauklern beim Zahnziehen auf.
Ein weiteres Spottlied, das in den USA zum Volkslied wurde und dessen Textdichtung dem britischen Armeearzt Richard Shuckburgh zugeschrieben wird, ist der Yankee Doodle. Der Ausdruck „Yankee“ ist ursprünglich ein Schmähbegriff der Südstaatler für einen Nordstaatler. Das Wort „doodle“ lässt sich mit Tölpel (oder Dödel) übersetzen. Bei dem Song handelte es sich ursprünglich um ein Spottlied, mit dem britische Offiziere die ihnen untergebenen, in ihren Augen undisziplinierten und unorganisierten „Yankees“, mit denen gemeinsam sie im Franzosen- und Indianerkrieg kämpften, verhöhnten. Die erste, heute am häufigsten gesungene, Strophe lautet:
Yankee Doodle went to town,

A-riding on a pony;

Stuck a feather in his hat,

And called it macaroni.
Der Spott besteht darin, dass der „Tölpel“ sich schon für etwas Besonderes hält, wenn er auf einem Pony (statt auf einem stattlichen Pferd) in die Stadt reitet und dabei eine Feder am Hut für extravagant ansieht. Macaroni bezeichnet Modenarren in England zwischen 1760 und 1780, die sich selbst ihrer vermeintlichen Weltgewandtheit rühmten.
Bereits im Amerikanischen Unabhängigkeitskrieg verwandelten die Amerikaner allerdings den Liedtext zu einem patriotischen Marschlied mit Spottversen auf die Briten. Es avancierte im Sezessionskrieg zum Kampflied der Nordstaaten.
Neben solchen, als Volkslieder weithin bekannt gewordenen Spottliedern gab und gibt es unzählige, die nur lokal oder regional geläufig sind. Dies liegt meist daran, dass ihr Gegenstand nicht allgemein bekannt ist, z. B. wenn sie sich gegen die Bewohner eines Nachbardorfs oder eines Stadtviertels richten oder ein nur in seiner Heimatstadt bekanntes Original behandeln. Auch wurden solche Spottlieder häufig in einem Dialekt abgefasst, der naturgemäß nicht überall verstanden wird.

## Spottlieder im politischen Kampf
Spottlieder mit einer gesellschaftskritischen oder politischen Tendenz dienen dem Zweck, Andersdenkende, Gegner und Feinde lächerlich zu machen oder eine wirtschaftliche Lage zu verhöhnen. Diese Art der Verspottung ist besonders häufig im satirischen Kabarett und auf Faschingsveranstaltungen zu finden. Zu Zeiten einer Fremdherrschaft schufen sich die Bürger in ihrer Ohnmacht oft durch solche heimlichen Spottlieder Luft:
Jan Hinnerk ist ein Spottlied mit sechs Strophen gegen die französische Besatzung in Hamburg. Um seinem Unmut Luft zu machen, musste man dies durch die Blume sagen. Dies tat ein unbekannter Autor im Hamburger Platt zur sogenannten Hamburger Franzosenzeit (1806 bis 1814).
Das französische Malbrough s’en va-t-en guerre verspottet einen (vermeintlich) auf dem Schlachtfeld gefallenen britischen Feldherrn.

## Spottlieder im Musiktheater
Im Musiktheater (Der Jakobiner, Der Mann mit dem Zylinder, Manina, Porgy und Bess) wird das Spottlied oft als Stilmittel eingesetzt.

## Spottlieder in der Literatur und Kunst
Der Schriftsteller Hermann Fiddickow hielt die schon oben erwähnte schrullige Figur von Fritze Bollmann für literaturwürdig und nahm sie als Vorlage für seine Novelle „Fritze Bollmann. Die Tragikomödie vom Brandenburger Barbier“. Die Novelle wiederum führte zu der Verfilmung „Fritze Bollmann wollte angeln“ (Regie: Volker von Collande) von 1942/43. In der Stadt Brandenburg an der Havel schuf der Bildhauer Carl Lühnsdorf 1924 einen Angler-Brunnen, der im Volksmund „Bollmann-Brunnen“ genannt wird.

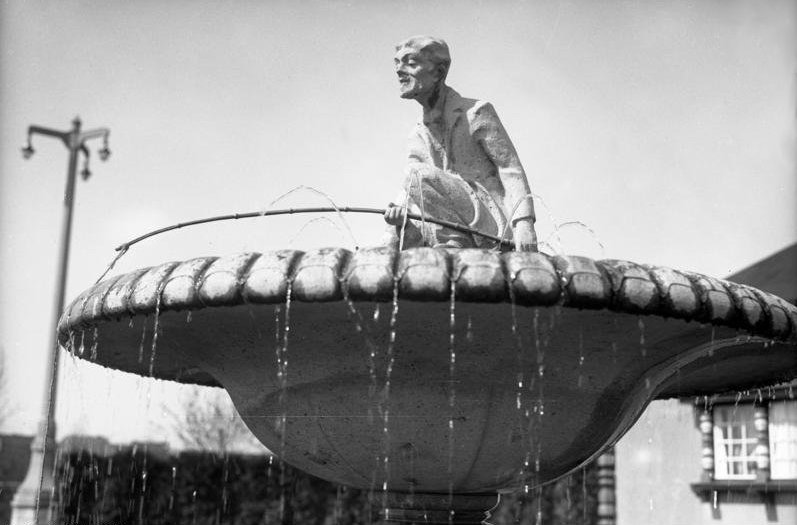
Fritze-Bollmann-Brunnen,
Aufnahme von 1924

Bis in die weltbekannte Literatur schafften es die berühmten Versdichtungen und Bildergeschichten von Wilhelm Busch (1832–1908), die über Generationen rezitiert, von Kindern auswendig gelernt, als Gassenhauer gesungen wurden. Wilhelm Busch gilt als ein Meister der Darstellung von Häme und Schadenfreude, die er bis ins Groteske und Makabre hinein zu steigern verstand. Seine bekanntesten, zur Weltliteratur zählenden Spottverse sind die Streiche von Max und Moritz, die er 1865 publizierte. Zählte „der Wilhelm Busch“ noch vor zwei Generationen zu den Klassikern der Literatur, der in keinem Haushalt fehlte und an dessen makabrem Humor sich Erwachsene wie Kinder ergötzten, sieht er sich heute wegen der drastischen Darstellungen und Verspottung bestimmter Berufe und Rassen sowie mensch- und tierquälerischen Szenen aus der Kindererziehung und dem heimischen Bücherschrank weitgehend verbannt.
Besondere Verbreitung fanden etwa die drastischen Streiche um den Lehrer Lämpel, dessen Pfeife sie mit Schwarzpulver zur Explosion bringen, oder den Schneider Böck, den sie mit Spottversen auf einen angesägten Steg locken:
Wilhelm Busch (1865): Max und Moritz locken Schneider Böck mit Spottversen in eine Falle
„He, heraus! Du Ziegen-Böck!
Schneider, Schneider, meck, meck, meck!!“